# Simmondsia chinensis
La jojoba (Simmondsia chinensis) es una planta arbustiva originaria del desierto de Sonora (entre la frontera de México y los Estados Unidos) y del desierto de Mojave (California, Arizona, Utah y Nevada en Estados Unidos).

## Descripción
La jojoba es el único vegetal que produce cera líquida (éster), con propiedades físicas y químicas de gran utilidad para una amplia variedad de industrias básicas, entre ellas cosmética, lubricantes, carburantes, ceras, plásticos, computadoras (ordenadores) y biodiésel (para la cual se prevé un paulatino aumento en las cantidades demandadas). Es una planta dioica, ya que existen plantas macho, productoras de polen, y plantas hembras, que son las que producen los frutos.
Esta especie despertó un gran interés mundial debido a las múltiples aplicaciones que de ella se obtienen. El aceite de jojoba puede reemplazar a los originados por los hidrocarburos con ventajas adicionales, siendo además un recurso renovable, a diferencia del petróleo. De acuerdo con la estructura química y características físicas de la molécula de este aceite o cera líquida, puede llegar a sustituir en un 80 % a los derivados del petróleo.
El aceite de jojoba se extrae por el prensado de sus semillas (frutos secos) y se utiliza principalmente en productos cosméticos sin ningún tipo de refinado, mezclado con otras sustancias o simplemente solo.
Es posible que esta planta pueda ser usada para recuperación ambiental y económica de zonas áridas.

## Producción
Los principales países productores son Argentina (7000 ha) Israel (700 ha), Estados Unidos (2000 ha), Australia (500 ha), Perú (700 ha), México, Egipto, India.
Trabajos recientes de selección realizados en Argentina, Colombia y Madagascar, han permitido disponer hoy día de genotipos capaces de florecer y producir en zonas tropicales y subtropicales, donde la inmensa mayoría de los genotipos de jojoba disponibles comercialmente no logran satisfacer sus requerimientos mínimos de vernalización. Por ejemplo, en el caso de Colombia, en una zona completamente cálida ecuatorial en el territorio rural de Neiva, a 450 m s. n. m., las plantas y clones seleccionados florecen y abren a causa de las lluvias en invierno, proceso opuesto al cambio de estación y bajonazo de temperatura de otros hemisferios, por lo que se pueden cosechar dos veces al año, característica productiva única en el mundo. En su localización originaria y demás latitudes donde se produce comercialmente, es cosechada solo una vez al año, por lo que poderla cultivar a escala en estas latitudes ecuatoriales sería una ventaja competitiva.
En Colombia ya se cultivan las primeras plantas con las mejores características de producción y adaptación al medio tropical cálido y seleccionados sus primeros clones, obtenidos mediante el enraizamiento de esqueje. Se sabe que al contrario de otras especies foráneas, la jojoba ha demostrado ser muy adaptable y productiva fuera de su hábitat natural, como ya ha sucedido en Argentina,  Perú, Chile, Australia, Israel, Colombia, Madagascar, India, Egipto, Irán, etc. 
Nunca ha habido problema para su comercialización. La demanda está muy por encima de la oferta de unas 300 000 toneladas anuales y nunca ha habido problema para poner la jojoba en el mercado, es una de las especies que se pueden cultivar bajo la modalidad de cultivo por contrato. Actualmente existen comercializadoras de aceite de jojoba en todo el mundo dispuestas a firmar contratos de compra de semillas a futuro con los productores, en el momento mismo en que estos realicen la plantación.